# Lost Planet: Extreme Condition
Lost Planet: Extreme Condition ist ein Third-Person-Shooter von Capcom. Das Computerspiel erschien in Japan im Dezember 2006 und weltweit im Januar 2007 zuerst exklusiv für Xbox 360. Im Juni 2007 folgte die Umsetzung für Microsoft Windows und im Februar 2008 auch für PlayStation 3. Mit dem Untertitel Colonies Edition folgte 2008 eine überarbeitete Version für Xbox 360 und PC mit neuen Spielmodi und der Möglichkeit zum Crossplay. Im ersten Teil der Lost-Planet-Reihe kämpft man auf einem Eisplaneten zu Fuß und mit Mechs gegen menschliche Gegner und Alien-Monster um wertvolle Thermalenergie zum Überleben der Menschheit.

## Handlung und Spielprinzip
Die Handlung findet auf dem Eisplaneten E.D.N. III statt, in dessen lebensfeindlicher Umgebung die Menschen nur mit sogenannter Thermalenergie überleben können. Diese kann von der dort heimischen insektoiden Alienrasse Akriden gewonnen werden. Der Vater des Hauptcharakters Wayne Holden stirbt durch den Riesenwurm Green Eye. Wayne, der nur knapp dem Tode entgeht, wird von Luka, Rick und Yuri geborgen. Im Kampf gegen feindliche Schneepiraten und Alienmonster macht sich der Spieler auf, die Nester der Aliens zu zerstören und schließlich Green Eye entgegenzutreten, um den Tod des Vaters zu rächen.
In elf Missionen kämpft man mit verschiedenen Waffen in Third-Person-Perspektive gegen menschliche Gegner und Aliens in verschiedener Form und Größe. Abschnittsweise stehen sogenannte Vital Suits zur Verfügung – bewaffnete Mini-Mechs, die kurzfristig fliegen können. Zu Fuß hat man einen Greifhaken, mit dem man sich hochziehen kann. Zuweilen findet man auch Speederbikes zur schnelleren Fortbewegung in den linearen Leveln. Die Alien-Monster der Akriden weißen orange leuchtende Körperstellen auf, die besonders verwundbar sind und bei Beschuss Thermalenergie abgeben. Damit und mit Thermalstationen kann die eigene, stetig schrumpfende Thermalenergieleiste aufgefüllt werden. Hintergrund ist, dass Wayne von seinem Vater den Prototyp eines Wärmeenergie verarbeitenden Harmonizers in den Arm implantiert bekommen hat. Dieser speichert die gesammelte Energie und füllt damit verlorene Lebenspunkte wieder auf.
Das Spiel verfügt außerdem über einen Mehrspieler-Modus, in dem man in vier verschiedenen Modi gegen andere Spieler antreten kann. Zur Auswahl stehen die Deathmatch-Varianten Elimination und Team Elimination, der Capture-the-Flag-Modus Post Grab und Fugitive bzw. Flüchtling, in dem ein Gejagter gegen mehrere Jäger antritt.

## Technik
Die PC-Portierung war das erste Spiel, das die DirectX-10-Schnittstelle nutzte, weshalb es als optischer Showcase-Titel häufig mit Nvidias Grafikkarten der 8800er-Serie gebündelt wurde. Lost Planet beinhaltet volumetrische Raucheffekte.

## Rezeption
Laut dem Wertungs-Aggregator Metacritic erhielt die Xbox-360-Version überwiegend positive Rezensionen, während die Ausgaben für PC und PlayStation 3 nur gemischte beziehungsweise mittelmäßige Wertungen bekamen. Das deutschsprachige Onlinemagazin 4Players bewertete das Spiel auf PC und Xbox 360 mit 85 Prozentpunkten, während die PlayStation-3-Version 5 Punkte weniger erhielt. Laut dem Rezensenten sieht das Spiel auf PC nochmal einen Ticken besser aus, als in der ursprünglichen Xbox-360-Version, während die PlayStation 3 später die grafisch und technisch klar schwächere Version erhielt. Insgesamt hebt 4Players vor allem die gelungenen Bosskämpfe und das Design der insektoiden Monster hervor, während die KI der menschlichen Gegner ein großer Schwachpunkt sei. Petra Schmitz von GameStar nannte Lost Planet: Extreme Condition eine „sehr hübsche, aber belanglose Alien-Ballerei“.

„Wer auf ausgefeilte Charaktere, eine gute Story und anspruchsvolles Gameplay steht, ist hier gänzlich falsch. Lost Planet ist ein Third-Person-Shooter der Marke Serious Sam und setzt auf pausenlose Ballerei und massenhaft Gegner. Was auf Dauer eintönig klingen mag, lockern die riesigen Akriden auf. Dank ihnen und des ständigen Effektfeuerwerks macht der Titel eine ganze Menge Spaß, der jedoch durch kleine Mängel getrügt wird. Die kurze Spielzeit kommt Lost Planet dabei zugute, da es dauerhaft nichts Neues bietet.“